# سکرآباد
سکراباد یک روستا در ایران است که در دهستان سنجبد جنوبی واقع شده‌است. سکراباد ۱۴۴ نفر جمعیت دارد.